# The Privilege of the Sword
The Privilege of the Sword é um romance de fantasia da autora americana Ellen Kushner. Publicado pela primeira vez em 2006 pela Bantam Spectra, o romance ganhou o Prêmio Locus de 2007 e foi indicado ao Prêmio Nebula de Melhor Romance e ao Prêmio Gaylactic Spectrum em 2007. Embora faça parte de uma série, o livro também funciona como uma obra independente.

## Trama
Katherine Talbert, uma jovem camponesa de boa origem, é convidada por seu tio, o Duque Louco de Riverside, para ir como hóspede à sua casa na capital, onde ele decide que seria mais divertido para sua sobrinha aprender esgrima do que seguir o caminho usual para o casamento. À medida que seu mundo muda para sempre, Katherine precisa navegar em um mundo cheio de segredos e canalhas. Não fica imediatamente claro o que seu tio realmente quer dela. Sempre lhe disseram que o duque odiava sua família, então, quando ele a faz parecer ridícula na frente da cidade, deixando-a se vestir como um menino e brandir uma espada, Katherine está determinada a não deixá-lo arruinar seu futuro.

## Recepção
The Privilege of the Sword foi bem recebido pela crítica, ganhando o Prêmio Locus de 2007 de Melhor Romance de Fantasia. Foi também nomeado para o Prémio Nebula de 2007 e para o Prémio Gaylactic Spectrum de 2007. Robert N. Tilendis, da Green Man Review, disse em sua análise: "Se seu antecessor Swordspoint é uma joia perfeita, The Privilege of the Sword é a joia em seu cenário completo: elegante, perverso, engraçado, inteligente e fluente."

## Série Riverside
- Swordspoint (1987)
- The Fall of the Kings (2002) (co-autoria com Delia Sherman)
- The Privilege of the Sword (2006)
- The Man with the Knives (2010)